# Luis Miguel Seguí
Luis Miguel Seguí (Alicante, 4 de octubre de 1976) es un actor, productor cinematográfico y guionista español que trabajó desde 2007 hasta 2015 en la serie de Telecinco La que se avecina en su papel de Leo Romaní, "el Single". Fue cónyuge de Antonia San Juan entre 2009 y 2015. Su último trabajo en televisión es la ficción de La 1 de TVE, Olmos y Robles.

## Filmografía

### Largometrajes
| Año  | Película                    | Personaje       | Director                            | Género            | Duración |
| ---- | --------------------------- | --------------- | ----------------------------------- | ----------------- | -------- |
| 2020 | Un mundo normal             |                 | Achero Mañas                        | Drama             | 1h 43m   |
| 2019 | Amor en polvo               | Lucas           | Juanjo Moscardó Rius, Suso Imbernón | Comedia romántica | 1h 19m   |
| 2011 | Del lado del verano         | Adolfo          | Antonia San Juan                    | Drama/Comedia     | 1h 40m   |
| 2008 | Tú eliges                   | Flavio          | Antonia San Juan                    | Comedia           | 1h 27m   |
| 2007 | ¿Infidelidad?               | Gustavo         | Miguel Óscar Menassa                | Drama             | 1h 22m   |
| 2003 | La flaqueza del bolchevique | Municipal       | Manuel Martín Cuenca                | Drama             | 1h 35m   |
| 2002 | Venganza                    | Cardenal Moreau | Marc Romero                         | Drama/Suspense    | 50m      |
| 1999 | Flores de otro mundo        |                 | Icíar Bollaín                       | Drama/Romance     | 1h 48m   |
| 1997 | Besos y abrazos             |                 | Antonio María Gárate                | Drama             | 1h 32m   |

### Cortometrajes
- La China (2005)
- La maldad de las cosas (2005)
- Te llevas la palma (2004)
- 238 (2003)
- V.O. (2001)
- Run a way (2012)

## Series de televisión

### Televisión
| Año         | Título                  | Personaje             | Notas         | Cadena      |
| ----------- | ----------------------- | --------------------- | ------------- | ----------- |
| 1995        | Pepa y Pepe             | Repartidor            | 1 episodio    | TVE         |
| 2007 - 2015 | La que se avecina       | Leonardo Romaní "Leo" | 109 episodios | Telecinco   |
| 2015        | Olmos y Robles          | Augusto César Alcides | 7 episodios   | TVE         |
| 2019        | Servir y proteger       | Aitor Escalante       | 4 episodios   | TVE         |
| 2020        | Herederos por accidente | Diego                 | 13 episodios  | Claro Video |
| 2020        | Historias de Alcafrán   | Lucas                 | 5 episodios   | TVE         |
| 2024        | La que se avecina       | Alberto               | 1 episodio    | Prime Video |

## Teatro
- De cintura para abajo (2012)

## Como guionista
- Tú eliges (2008)
- La China (2005)
- V.O. (2001)

## Como productor
- Tú eliges (2008)
- La China (2005)

## Premios de interpretación

### CortometrajeV.O.
- Mención especial al mejor actor-Primavera cinematográfica de Lorca Murcia (2002)
- Premio a las mejores interpretaciones exaequo con Antonia San Juan-Festival de cine de Huesca (2001)
- Premio al mejor actor-Festival Internacional de cine de Torrelodones Madrid (2001)
- Premio al mejor actor-Festival de cine de Almuñécar Granada (2001)
- Premio a la mejor interpretación masculina-Festival de cine de Aguilar de Campoo Palencia (2001)
- Premio AISGE a la mejor interpretación masculina/Trofeo CajaMadrid a la mejor interpretación masculina-Festival de cine de Alcalá de Henares Madrid (2001)

### CortometrajeTe llevas la palma
- Premio Mejor Actor. Festival de Cortometrajes de Lepe. Huelva (2004)

### CortometrajeLa china
- Premio al mejor actor a Luis Miguel Seguí. Festival de cine de Arona (Tenerife)
- Premio a la mejor actuación masculina para Luis Miguel Seguí concedido por el Jurado. Festival Internacional de Cine Pobre-Gibara (Cuba)

## Otros premios obtenidos

### CortometrajeV.O.
- Giraldillo de oro al mejor cortometraje. Muestra internacional La mujer y el cine Sevilla (2002)
- Mejor ópera prima y mejor guion. Brussels short film festival. Bélgica (2002)
- 2.º Premio del Jurado. Festival de cortometrajes de Lepe. Huelva (2002)
- Sol de oro al mejor cortometraje. Festival Internacional de Medio Ambiente de Sant Feliu de Guixols. Barcelona (2002)
- Mención especial del público. Muestra del cine y la mujer de Pamplona (2002)
- Premio del público/Premio al mejor guion-Festival de cine de Benicassim (2001)
- Premio del público-Festival de cine de Aguilar de Campoo. Palencia (2001)
- Premio al mejor cortometraje. Festival de cortometrajes La boca del Lobo. Madrid (2001)
- Gran Premio del cine español. Festival Internacional de cine de Bilbao (2001)
- Nominación al Goya al mejor cortometrajes de ficción (2001)

### CortometrajeLa china
- Premio al mejor cortometraje. Festival de cine de Alicante
- Mención Especial del Jurado. Trevignano International Short Film Festival (Roma)
- Per aver saputo raccontare le sfaccettature di un´amicizia particolare attraverso la rica traiettoria di un dialogo serrato interpretato con personalitá
- Premio del público al mejor cortometraje. Festival Internacional de Cine Independiente de Elche (Alicante)
- Premio del público al mejor cortometraje. Certamen de cortometrajes El Pecado 2005- Badajoz
- 3.er premio del Jurado. Festival de cortometrajes SONORAMA 2005 Aranda de Duero
- Panavision Grand Jury Award 2005. Palm Springs International shortfilm Festival (Estados Unidos)
- Best foreign shortfilm. New York shortfilm festival (Estados Unidos)
- Mejor cortometraje nacional. Festival de cine LA FILA (Valladolid)
- Mención especial del jurado. Turín Gay and Lesbian International Film Festival (Italia)
- Premio especial del público. Festival de cortometrajes “Sólo para cortos” Nou Barris (Barcelona)
- Mención Especial del Jurado. Festival Internacional de Cortometrajes de Benalmádena (Málaga)
- Premio del Público. Concurso de cortometrajes “Ciudad de Estella-Lizarra” (Navarra)

### LargometrajeDel Lado del Verano
- Tesela de Oro en el Festival de cine de Alicante